# Fijn hoornblad
Fijn hoornblad (Ceratophyllum submersum) is een overblijvende, ondergedoken waterplant die behoort tot de hoornbladfamilie (Ceratophyllaceae). De plant komt van nature voor in Europa en West-Azië. In Nederland is de plant vrij zeldzaam.
De meestal lichtgroene plant wordt 30-60 cm lang en vormt geen wortels. Het tot 3 cm lange blad is drievoudig, gaffelvormig gedeeld en heeft tot acht borstelvormige, zachte, iets stekelige, getande slippen. In de herfst worden overwinteringsknoppen (turionen) gevormd, die van de moederplant loslaten en naar de bodem zinken. In het voorjaar stijgen ze weer naar de oppervlakte en ontwikkelen zicht tot nieuwe planten.
Fijn hoornblad bloeit hoofdzakelijk onderwater in juni en juli. De vrouwelijke bloemen hebben een groene en de mannelijke een witte kleur. De bestuiving vindt via het water plaats.
De wrattige vrucht is een nootje en heeft geen stekels aan de voet. Het doornvormige overblijfsel van de stijl is korter dan de vrucht. De deels kleverige vrucht wordt door het water of door watervogels verspreid.
De plant komt voor in vrij diep tot ondiep, stilstaand, zeer voedselrijk, zowel brak als zoet water, zoals in drinkpoelen en brede sloten bij boerderijen.

## Namen in andere talen
- Duits: Zartes Hornblatt
- Engels: Soft Hornwort
- Frans: Cornifle submergé